# 8. sončev cikel
8. sončev cikel je bil osmi sončev cikel od leta 1755, ko se je začelo obdobje intenzivnejšega števila sončevih peg. Sončev cikel je trajal 9,7 let, z začetkom novembra 1833 in koncem julija 1843. Maksimalno zglajeno število sončevih peg med ciklom (po formuli SIDC) je bilo 244,9 (marec 1837), na začetku minimuma pa je bilo 12,2.
8. sončev cikel se je končal leta 1843, takrat je tudi Heinrich Schwabe odkril cikel sončevih peg.